# El Florido
El Florido es una localidad del estado mexicano de Morelos. Es parte del municipio de Mazatepec.

## Demografía
| Gráfica de evolución demográfica |
|                                  |

| Censo | Población |
| ----- | --------- |
| 1990  | 434       |
| 2000  | 688       |
| 2010  | 1008      |
| 2020  | 1191      |